# Haníšské ostrovy
Hanišské ostrovy (arabsky جزر حنيش‎, tigrajsky ደሴታት ሃኒሽ) jsou souostroví v Rudém moři, které je rozděleno mezi Jemen a Eritreu. Má celkovou rozlohu 190 km² a tvoří je 23 ostrovů, z nichž největší jsou Zukár, Valký Haníš a Malý Haníš. Patří pod jemenský guvernorát Hudajda a eritrejský region Jižní Rudé moře. Skalnaté ostrovy vulkanického původu mají aridní podnebí a jejich nejvyšší vrchol se nachází 624 metrů nad mořem. Hanišské ostrovy jsou bez stálého osídlení, v okolním moři se provozuje rybolov a byla zde také objevena ložiska ropy.

## Historie
Ostrovy jsou předmětem sporů pro svoji strategickou polohu na námořní cestě přes průliv Mandeb. Byly součástí Osmanské říše a pak Italské východní Afriky, roku 1941 je obsadili Britové. V letech 1967 až 1990 ostrovy oficiálně kontroloval Jižní Jemen, jako základnu je však využívala Eritrejská lidově osvobozenecká fronta. V devadesátých letech vznikl územní spor mezi sjednoceným Jemenem a nezávislou Eritreou a v prosinci 1995 vypukly boje, při nichž padly desítky vojáků a kontrolu nad ostrovy získala eritrejská armáda. V roce 1998 Stálý rozhodčí soud přiřkl většinu ostrovů Jemenu, jen malá část na jihozápadě připadla Eritreji. Po vypuknutí jemenské občanské války souostroví obsadili Hútíové, které v prosinci 2015 vyhnaly ozbrojené síly Saúdské Arábie.